# Heiloo
Heiloo est un village et une commune néerlandaise, en province de Hollande-Septentrionale.
Sur le territoire de Heiloo se trouve le lieu de pèlerinage marial le plus grand du nord des Pays-Bas. Le sanctuaire s'appelle Onze Lieve Vrouw ter Nood.

## Sport
Le SV De Foresters est un club de football amateur basé à Heiloo, qui a vu passer dans ses rangs plusieurs joueurs qui sont ensuite devenus professionnels, tels que Joris Kramer, Thomas Ouwejan, Jasper Schendelaar et Kenneth Taylor.
L'AV Trias est un club d'athlétisme basé à Heiloo, qui a notamment formé deux athlètes olympiques : Lisanne de Witte et Laura de Witte (en).